# Bryan Hextall
Bryan Aldwyn Hextall, född 31 juli 1913 i Grenfell, Saskatchewan, död 25 juli 1984 i Portage la Prairie, Manitoba, var en kanadensisk professionell ishockeyspelare. Hextall representerade New York Rangers i NHL åren 1937–1948.
Bryan Hextall var en av de bästa yttrarna i NHL under 1940-talet och vann NHL:s poängliga säsongen 1941–42 med 56 poäng på 48 matcher. Han vann även NHL:s målliga de två föregående säsongerna, 1939–40 och 1940–41, med 24 respektive 26 gjorda mål.
Bryan Hextalls två söner Bryan Jr. och Dennis Hextall spelade även de i NHL, liksom hans barnbarn Ron Hextall som gjorde sig känd som en hetlevrad målvakt med Philadelphia Flyers på 1980-talet.
1969 valdes Bryan Hextall in i Hockey Hall of Fame.

## Statistik
WJrHL = Manitoba Junior Hockey League, MJHL = Manitoba Junior Hockey League, NWHL = North West Hockey League
| 1931–32    | Winnipeg Monarchs     | WJrHL      | 4   | 0   | 0   | 0   | 0   | 1  | 2 | 0 | 2  | 0  |
| 1932–33    | Portage Terriers      | WJrHL      | 12  | 10  | 8   | 18  | 6   | 2  | 0 | 0 | 0  | 4  |
| 1933–34    | Portage Terriers      | MJHL       | 7   | 6   | 4   | 10  | 8   | —  | — | — | —  | —  |
| 1933–34    | Vancouver Lions       | NWHL       | 5   | 2   | 0   | 2   | 0   | —  | — | — | —  | —  |
| 1934–35    | Vancouver Lions       | NWHL       | 32  | 14  | 10  | 24  | 27  | 8  | 0 | 0 | 0  | 10 |
| 1935–36    | Vancouver Lions       | NWHL       | 40  | 27  | 9   | 36  | 65  | 7  | 1 | 2 | 3  | 15 |
| 1936–37    | Philadelphia Ramblers | IAHL       | 48  | 29  | 23  | 52  | 34  | 6  | 2 | 4 | 6  | 6  |
| 1936–37    | New York Rangers      | NHL        | 3   | 0   | 1   | 1   | 0   | —  | — | — | —  | —  |
| 1937–38    | New York Rangers      | NHL        | 48  | 17  | 4   | 21  | 6   | 3  | 2 | 0 | 2  | 0  |
| 1938–39    | New York Rangers      | NHL        | 48  | 20  | 15  | 35  | 18  | 7  | 0 | 1 | 1  | 4  |
| 1939–40    | New York Rangers      | NHL        | 48  | 24  | 15  | 39  | 52  | 12 | 4 | 3 | 7  | 11 |
| 1940–41    | New York Rangers      | NHL        | 48  | 26  | 18  | 44  | 16  | 3  | 0 | 1 | 1  | 0  |
| 1941–42    | New York Rangers      | NHL        | 48  | 24  | 32  | 56  | 30  | 6  | 1 | 1 | 2  | 4  |
| 1942–43    | New York Rangers      | NHL        | 50  | 27  | 32  | 59  | 28  | —  | — | — | —  | —  |
| 1943–44    | New York Rangers      | NHL        | 50  | 21  | 33  | 54  | 41  | —  | — | — | —  | —  |
| 1944–45    | St Catharines Saints  | OHA Sr.    | 1   | 0   | 1   | 1   | 0   | —  | — | — | —  | —  |
| 1945–46    | New York Rangers      | NHL        | 3   | 0   | 1   | 1   | 0   | —  | — | — | —  | —  |
| 1946–47    | New York Rangers      | NHL        | 60  | 20  | 10  | 30  | 18  | —  | — | — | —  | —  |
| 1947–48    | New York Rangers      | NHL        | 43  | 8   | 14  | 22  | 18  | 6  | 1 | 3 | 4  | 0  |
| 1947–48    | Cleveland Barons      | AHL        | 32  | 12  | 17  | 29  | 14  | —  | — | — | —  | —  |
| 1947–48    | Washington Lions      | AHL        | 25  | 6   | 6   | 12  | 2   | —  | — | — | —  | —  |
| NHL totalt | NHL totalt            | NHL totalt | 449 | 187 | 175 | 362 | 227 | 37 | 8 | 9 | 17 | 9  |

## Meriter
- NHL First All-Star Team – 1939–40, 1940–41 och 1941–42
- NHL Second All-Star Team – 1942–43
- Vinnare av NHL:s poängliga – 1941–42
- Vinnare av NHL:s målliga – 1939–40 och 1940–41